# Pain (Rose Tattoo)
Pain è il sesto album in studio dei Rose Tattoo, uscito il 2 luglio 2002 per l'etichetta discografica Steamhammer/SPV GmbH.

## Tracce
1. Black Magic – 2:19
2. The Devil Does It Well – 5:32
3. No Mercy – 3:03
4. Pain – 4:47
5. Kisses and Hugs – 2:17
6. 17 Stitches – 2:38
7. House of Pain – 4:32
8. I Can't Help It If I'm Lucky – 2:42
9. Union Man – 2:50
10. Satan's Eyes – 3:15
11. Hard Rockin' Man – 2:58
12. Stir Crazy – 4:34
13. Living Outside My Means – 3:43
14. Heat of the Moment – 4:28
15. Illustrated Man – 2:40
16. One More Drink With the Boys – 4:11

## Formazione
- Angry Anderson - voce
- Peter Wells - chitarra
- Rob Riley - chitarra
- Steve King - basso
- Paul DeMarco - batteria